# Opole Lubelskie

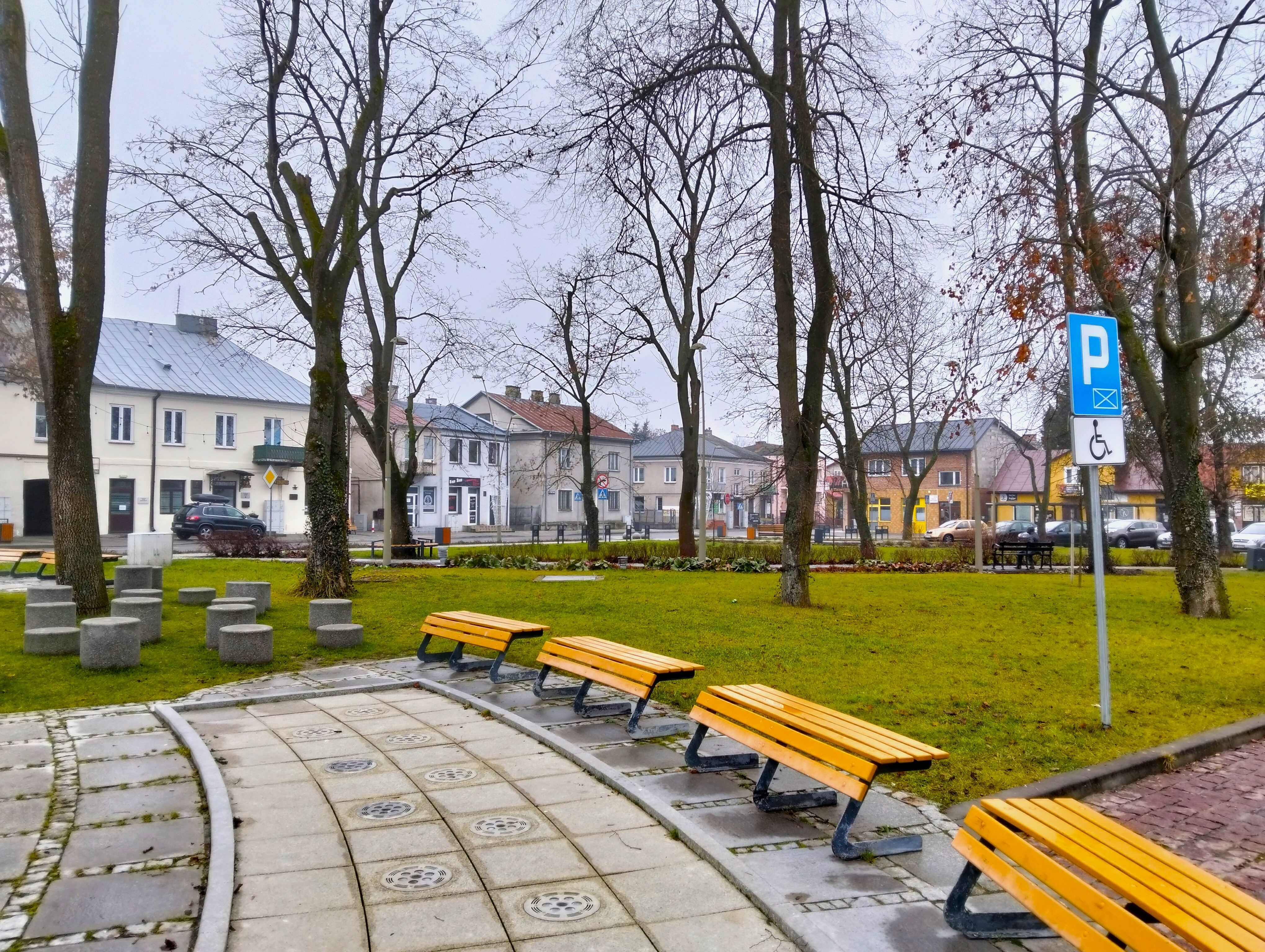
Stary Rynek

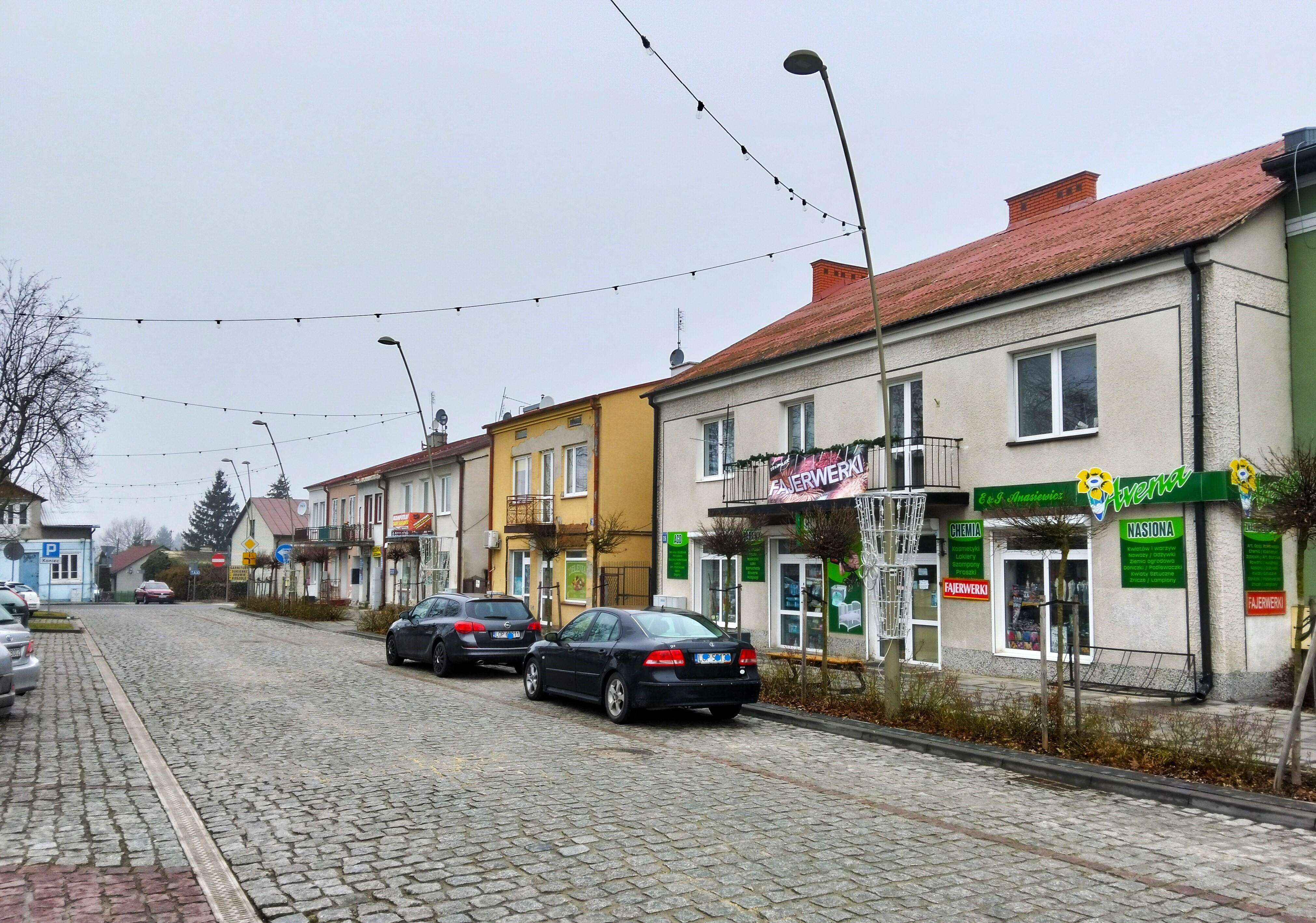
Pierzeja Starego Rynku

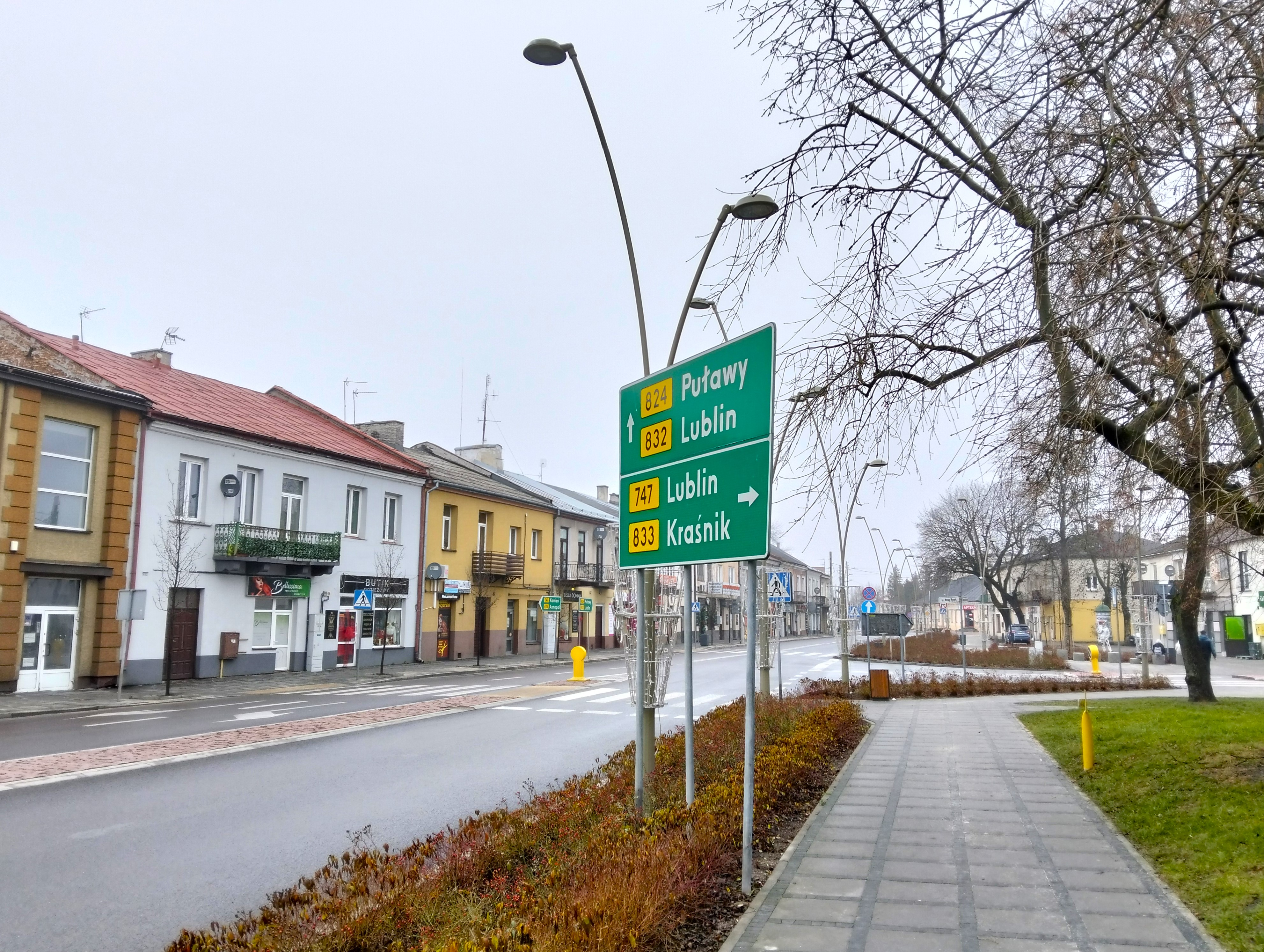
Nowy Rynek

Opole Lubelskie – miasto w Polsce, w województwie lubelskim, w Kotlinie Chodelskiej, siedziba powiatu opolskiego i gminy miejsko-wiejskiej Opole Lubelskie. Ośrodek przemysłu spożywczego (mleczarnia, fabryki słodyczy, zakład przetwórstwa owoców).
Pod względem historycznym Opole Lubelskie położone jest w Małopolsce, w dawnej ziemi lubelskiej, początkowo leżało w województwie sandomierskim, zaś od 1474 roku w województwie lubelskim. Prywatne miasto szlacheckie lokowane w 1418 roku, położone było w drugiej połowie XVI wieku w powiecie lubelskim w województwie lubelskim. W latach 1975–1998 miasto administracyjnie należało do województwa lubelskiego.
Według danych GUS z 31 grudnia 2019 r. Opole Lubelskie liczyło 8388 mieszkańców.

## Toponimia
Nazwa miasta Opole pochodzi od nazwy jednej z najstarszych jednostek terytorialnych Słowian w środkowej Europie – tzw. opola. Były one tworzone jeszcze w czasach przedpaństwowych, od połowy I tysiąclecia n.e. Termin ten określał nazwę lokalnego terytorium na którym mieszkała wspólnota sąsiedzka wspólnie broniąca się przed wrogiem. „O-pole” oznaczało społeczność sąsiedzko-lokalną zamieszkującą wokół pasa pól uprawnych i pastwisk stanowiących podstawę ich bytu. Organizacja opolna przetrwała do późnego średniowiecza. Opola były podokręgami kasztelanii i stanowiły najniższą jednostką administracyjno-podatkową w Polsce średniowiecznej. Bulla z 1136 roku wymienia wśród miejscowości należących do arcybiskupa w okolicach Żnina ludną wieś o nazwie Opole, W Polsce oprócz miasta Opole od tej nazwy wywodzą się także takie nazwy własne miejscowości jak miasto Opole w woj. opolskim, wieś Opole w woj. lubelskim, wieś Opole-Świerczyna w województwie mazowieckim, wsie Stare Opole i Nowe Opole w województwie mazowieckim, wieś Opole w woj. łódzkim, region pod nazwą Opole na Ukrainie oraz inne nazwy geograficzne.

## Historia
Pierwotnie Opole było słowiańską wspólnotą sąsiedzką, która dała początek miastu. Na przełomie wieków miasteczko było zamieszkiwane przez ludzi różnych wyznań i narodowości. Szkockich i niemieckich rzemieślników sprowadzili do Opola właściciele miasta w XVII i XVIII wieku. W XVII wieku wzniesiono tu synagogę, która służyła coraz liczniej przybywającej do miasta ludności wyznania mojżeszowego. W czasach zaborów Opole dosyć licznie zamieszkiwali Rosjanie. W XIX i na początku XX wieku połowę ludności miasta stanowili Żydzi.
W marcu 1941 roku powstało getto, w którym przebywało kilkanaście tysięcy Żydów. Zostali oni przesiedleni z okolicznych miejscowości, m.in. z Puław i Kazimierza Dolnego. Ulokowano tu również grupę Żydów z Austrii, Francji i Słowacji. W marcu i maju 1942 nastąpiły pierwsze deportacje do obozów zagłady w Bełżcu i Sobiborze. Ostatecznie getto zostało zlikwidowane 24 października 1942 roku, a jego pozostałych mieszkańców (prawie 9 tys.) deportowano do Sobiboru i Poniatowej. W latach 40. XX w. hitlerowcy wysadzili opolską bożnicę oraz kamienice w zachodniej pierzei Starego Rynku. Śladami po dawnych mieszkańcach są cmentarze: żydowski przy ul. Józefowskiej oraz prawosławny przy ul. Lubelskiej.
- XII wiek – prawdopodobnie w drugiej połowie XII wieku powstała w Opolu parafia p.w. Wniebowzięcia NMP. Pierwsze kościoły, aż do poł. XVII wieku i budowy istniejącego do dziś kościoła barokowego, były drewniane.
- 1368 – za zgodą króla Kazimierza Wielkiego przeniesiono wieś Opole z prawa polskiego na prawo średzkie.
- 1419 – wzmiankowani opolscy mieszczanie – Piotr Światły i jego siostra Korodajowa. W związku z brakiem zachowanego pierwszego dokumentu lokacyjnego miasta wzmianka ta stanowi najstarsze źródło o posiadaniu przez Opole prawa miejskiego.
- 1450, 1478 – potwierdzenia praw miejskich przez króla Kazimierza Jagiellończyka.
- XVI i I poł. XVII wieku – miasto ośrodkiem kalwinizmu. Jako gorliwi kalwini zasłynęli Stanisław Słupecki (zm. 1576) kasztelan lubelski, jego syn Zbigniew Słupecki (zm. ok. 1598). Brat Zbigniewa, Feliks (1571–1617), początkowo kalwinista, ok. 1616 przeszedł na katolicyzm i oddał kościół katolikom. Wdowa po nim, Barbara z Leszczyńskich (zm. 1654), pozostała kalwinką niemal do śmierci, ponoć nawróciła się na łożu śmierci pod wpływem brata, biskupa Wacława Leszczyńskiego, zaś jej syn, Jerzy Słupecki (1615–1663), początkowo gorliwy kalwinista, w 1644 przeszedł na katolicyzm.
- 1625 – pierwsze wzmianki o szpitalu. Stary szpital znajdował się za miastem, przy drodze do Sandomierza, przy kościele pw. Św. Ducha.
- po 1663–1675 – budowa istniejącego do dziś kościoła parafialnego z fundacji księdza Piotra Dobielowicza, proboszcza opolskiego.

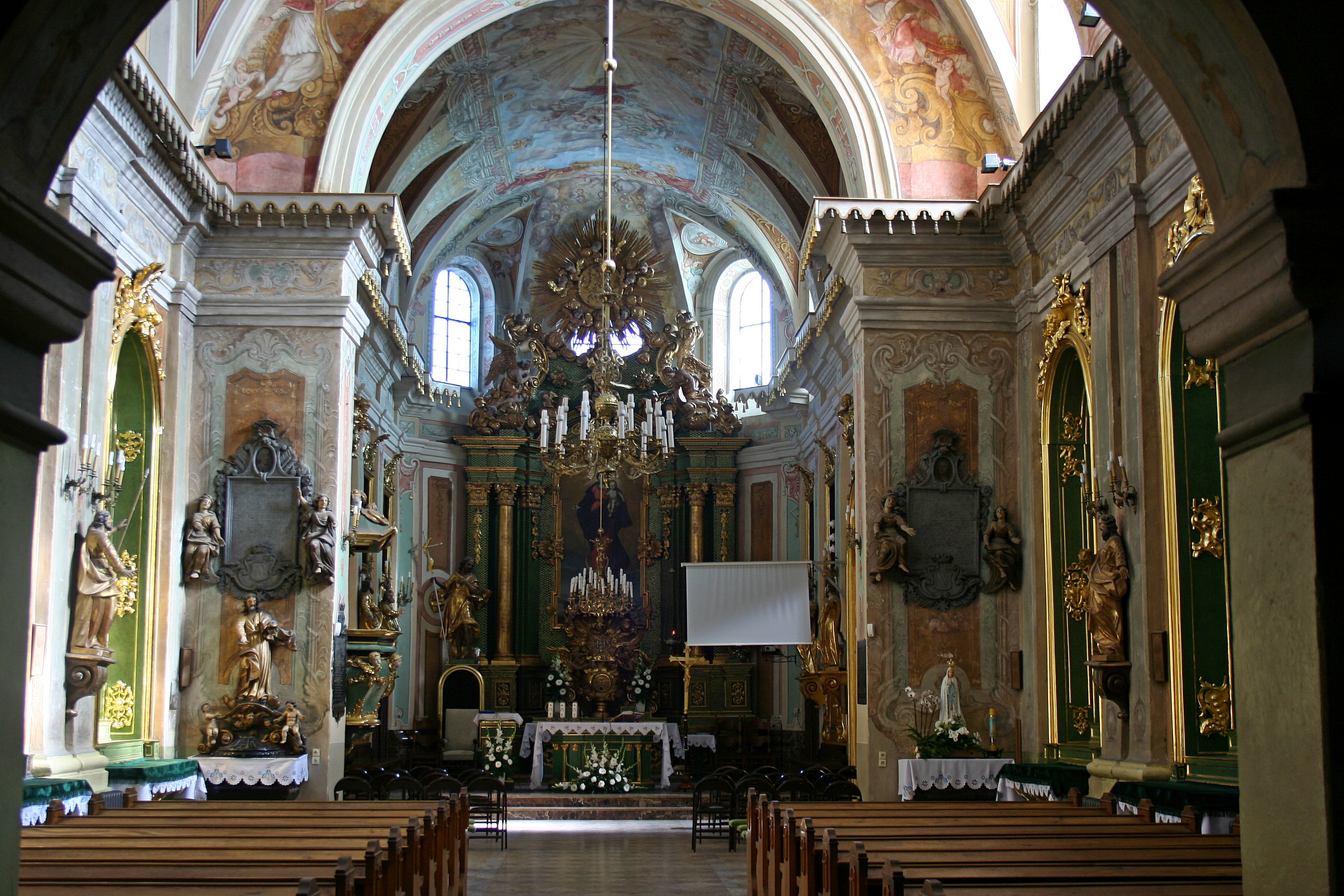
Wnętrze kościoła pw. WNMP – zespół klasztorny pijarów

- 1743 – sprowadzenie pijarów przez Jana Tarłę hrabiego na Tęczynie, wojewodę sandomierskiego, generała ziem podolskich. Rozbudowa kościoła, budowa klasztoru, nowego szpitala i szkół.
- W 1751, po śmierci Jana Tarły, wdowa i spadkobierczyni jego, Zofia z Krasińskich Tarłowa ufundowała nowy szpital. Stary szpital przestał funkcjonować, a kościół popadł w ruinę i został rozebrany ok. 1780 roku.
- 1761 – próba utworzenia pierwszej w Polsce szkoły rzemieślniczej, w której rektorem był Ignacy Konarski, brat Stanisława. Dzięki działaniom związanym z organizacją szkoły zaczęło rozwijać m.in. garbarstwo, tkactwo, masarstwo i piekarstwo. W 1827 roku przeniesiono tutaj karnie księdza Piotra Ściegiennego. Obecnie istnienie szkoły jest kwestionowane[9].
- W latach 1785–1787 bratanek i sukcesor ks. Zofii i Antoniego Lubomirskich, właścicieli Opola, książę Aleksander Lubomirski zbudował letni pałac w Niezdowie dla siebie i swej młodej małżonki, Rozalii z Chodkiewiczów.
- 1794 – ścięcie Rozalii Lubomirskiej w Paryżu w czasie tamtejszej Rewolucji.
- 1864 – kasata opolskiego kolegium pijarów.
- W latach 60. XIX wieku – wystąpienia chłopów przeciwko dworom.

### XXI wiek
W Opolu Lubelskim istnieje najnowocześniejsze w Polsce więzienie, które zostało oddane do użytku na początku października 2009 roku.

## Demografia
Według danych z 30 czerwca 2009 roku, miasto miało 8739 mieszkańców.

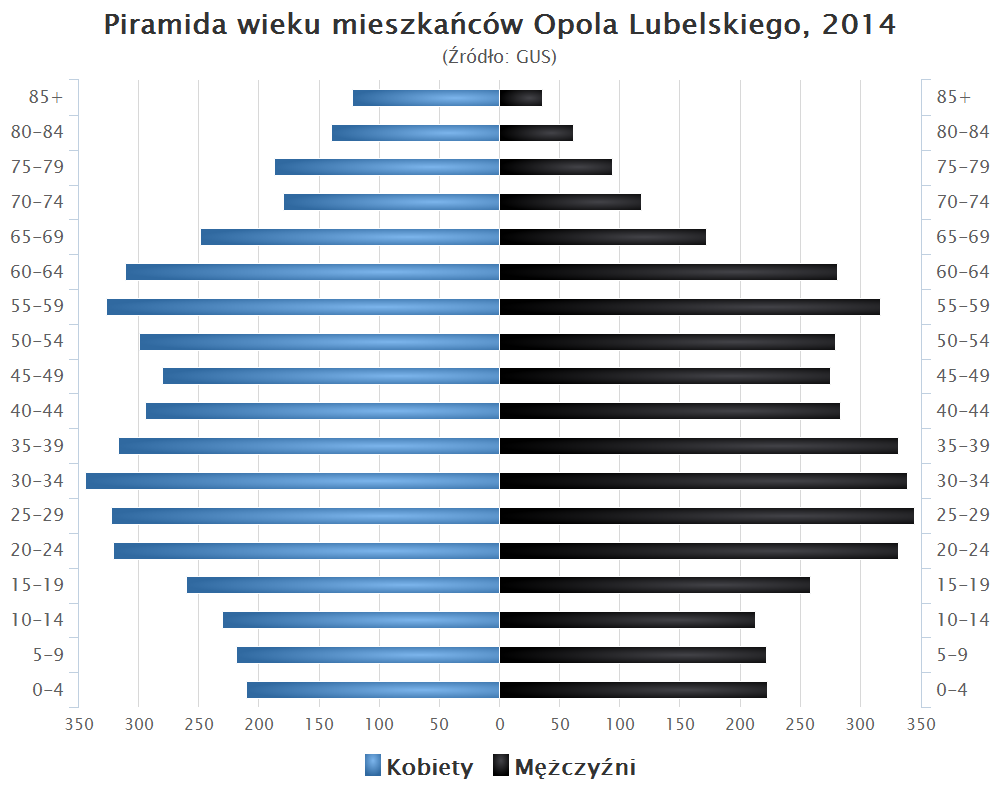
Piramida wieku mieszkańców Opola Lubelskiego w 2014 roku

## Zabytki

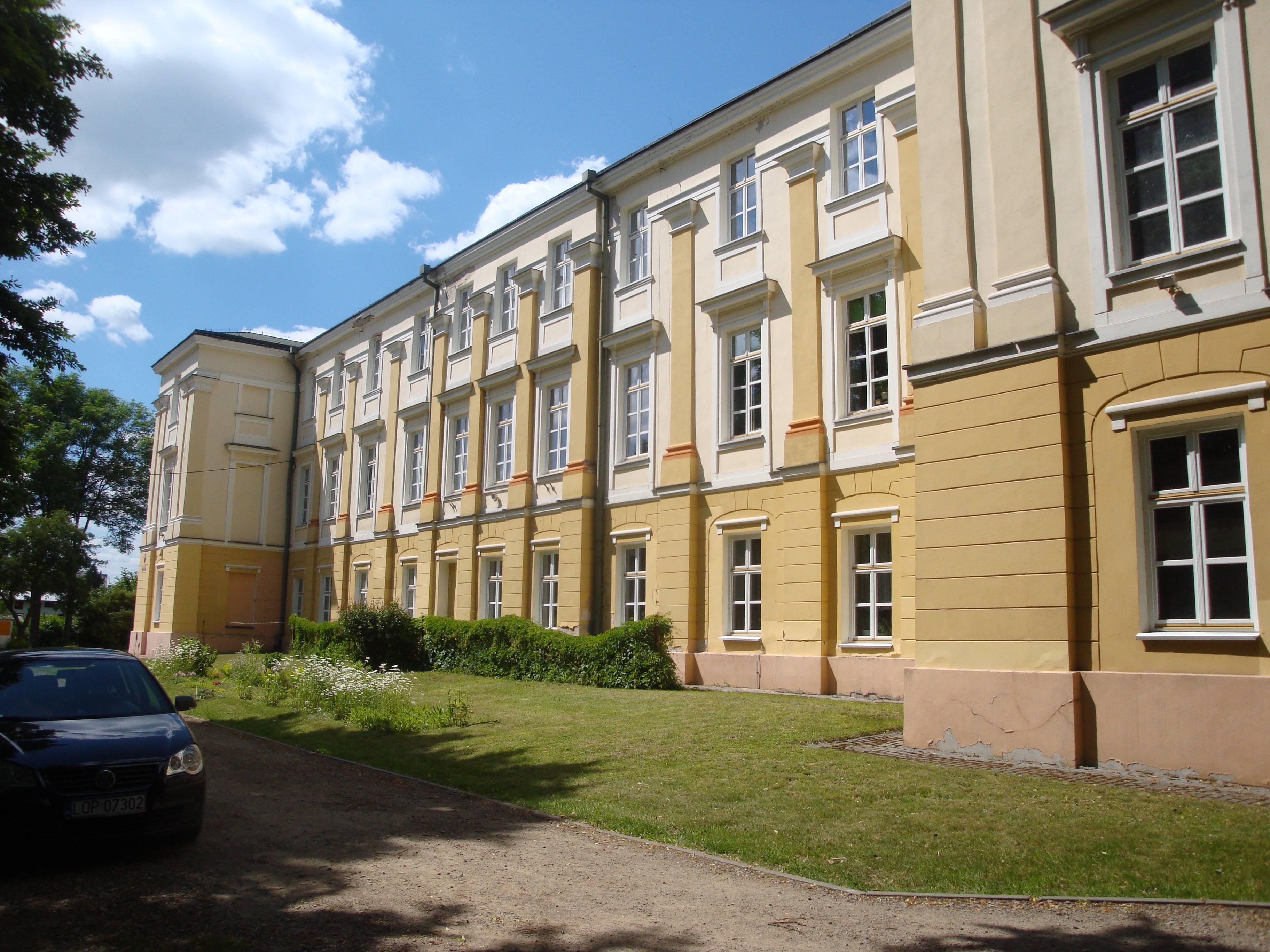
Pałac w Opolu Lubelskim

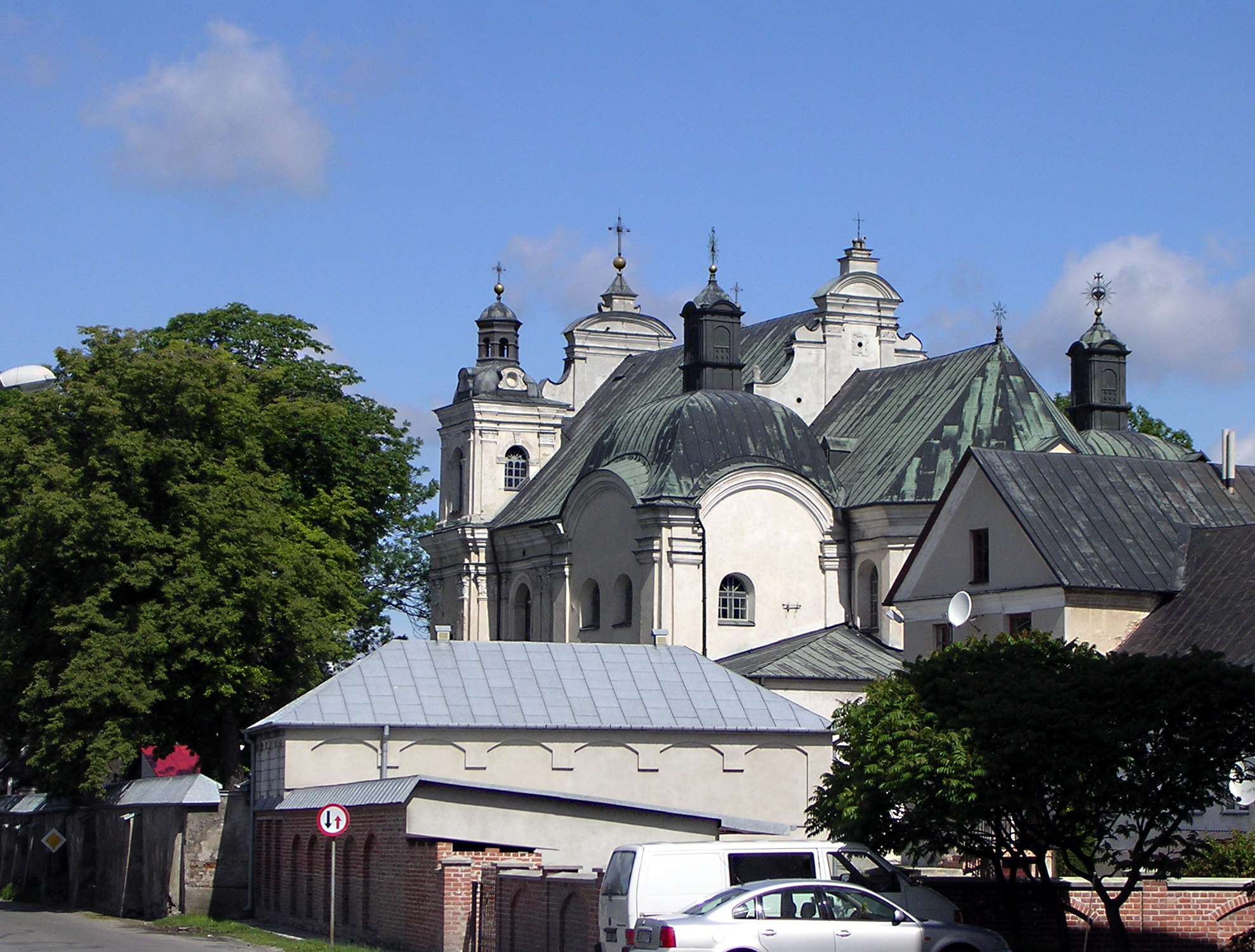
Kościół pw. Wniebowzięcia Najświętszej Maryi Panny – widok od południowego wschodu

- Kościół Wniebowzięcia Najświętszej Maryi Panny – zbudowany w latach 1663–1675, rozbudowany w 1748 roku o obejście-kalwarię był wielokrotnie odnawiany i remontowany, posiada barokowy wystrój. Budowę klasztoru pijarów rozpoczęto przed 1740, ukończono w 1758 roku. Obok wieża, dawne ossuarium z XVII wieku, przebudowana dzwonnica-brama ukończona w 1751 roku. Z dawnych zabudowań szkół pijarskich, w tym szkoły rzemieślniczej, pozostały dwa budynki przy ul. Kościuszki, wzniesione w latach 1758–1761, oraz bank, przy ul. Nowy Rynek 2, przebudowany dawny szpital, z lat 1748–1751.
- Pałac w Opolu Lubelskim wzniesiony przez Słupeckich prawdopodobnie w XV w., rozbudowany w 1613 roku i ponownie w 1740 dla Tarłów, przekształcony w latach 1766–1773 w okazałą rezydencję Lubomirskich, wg projektów Jakuba Fontany, Dominika Merliniego i Franciszka Ferdynanda Naxa. Zniekształcony rozbudową II piętra i przebudową na koszary, obecnie jest siedzibą Liceum Ogólnokształcącego.
- Ratusz na Nowym Rynku, wzniesiony w 1750 roku na miejscu starszego.
- Zajazdy przy Nowym Rynku i przy Starym Rynku, z XVIII i pocz. XIX wieku.
- Kamienice przy Nowym Rynku, XVIII wiek, przebudowane.
- Kaplica cmentarna w obecnej szacie z poł. XIX wieku, neogotycka – przebudowana z klasycystycznej kaplicy z 1790 roku. Cmentarz jest najstarszym w Polsce cmentarzem zlokalizowanym zgodnie z zasadami higieny w czasach oświecenia, czyli poza miastem, założony w 1772 roku, kilkanaście lat wcześniej niż warszawskie Powązki.
- Pałac w Niezdowie, w latach 1785–1787 zbudowany przez Aleksandra Lubomirskiego, projektował architekt Lubomirskich Franciszek Degen. Do początku lat dwudziestych XX wieku pałac należał do rodziny Kleniewskich, ostatnim właścicielem był zakon sióstr służebniczek N.M.P. Obok pałacu znajdują się pozostałości dworu obronnego z II poł. XVI wieku.

## Edukacja
- Niepubliczny Punkt Przedszkolny „Promyczek”, ul. Przedmieście 1
- Żłobek i Przedszkole Miejskie, ul. Przemysłowa 3
- Szkoła podstawowa nr 1 im. Kornela Makuszyńskiego, ul. Szkolna 5
- Zespół Szkół nr 2 im. Oskara Kolberga, ul. Fabryczna 28
- Zespół Szkół Zawodowych im. Stanisława Konarskiego, ul. Kolejowa 2
- Liceum Ogólnokształcące im. Adama Mickiewicza, ul. Lipowa 4
- Zamiejscowy Ośrodek Dydaktyczny Uniwersytetu Przyrodniczego w Lublinie, ul. Podzamcze 54.

## Kultura
Gminnym ośrodkiem kultury jest Opolskie Centrum Kultury.

## Sport
W mieście działa piłkarski klub MKS Opolanin, założony jako Opolanka w latach czterdziestych XX wieku. Klub gra w IV lidze, a najwyższe osiągnięcia miał na przełomie lat 60 i 70. XX wieku, kiedy grał w lidze wojewódzkiej.

## Wspólnoty wyznaniowe
Na terenie miasta działalność religijną prowadzą następujące związki wyznaniowe:

### Kościół rzymskokatolicki
- Parafia Wniebowzięcia Najświętszej Maryi Panny w Opolu Lubelskim[14]

### Chrześcijańska Wspólnota Ewangeliczna
- placówka misyjna w Opolu Lubelskim[15]

### Świadkowie Jehowy
- zbór Opole Lubelskie, Sala Królestwa ul. Przemysłowa 62 (w tym grupa posługująca się językiem romani (Polska))[16]

## Handel
W Opolu Lubelskim ulokowanych jest także kilka supermarketów:
- spożywczo-przemysłowe: Netto, Stokrotka, Biedronka, Lidl
- handlowe: Galeria Stokrotka

## Administracja
Opole Lubelskie jest członkiem stowarzyszenia Unia Miasteczek Polskich.

## Współpraca międzynarodowa
- Mikóháza
- Hamme
- Sokal
- Racalmuto